# Ícaro (documental)
Ícaro es un documental del director Bryan Fogel trasmitido por la plataforma Netflix que aborda el dopaje en el deporte, estrenado el viernes 4 de agosto de 2017. El documental se centra en las declaraciones de Grigori Ródchenkov sobre el dopaje de los deportistas rusos.Ganadora de un Oscar a mejor documental largo en 2018.

## Hechos
Gran parte de las declaraciones hechas en el documental son respaldadas por el Informe McLaren.